# Новое армянское сопротивление
Новое армянское сопротивление, НАС (арм. Հայ նոր դիմադրություն, ՀՆԴ; англ. New Armenian Resistance, NAR) — армянская террористическая организация
С 1977 г. выполняла антитурецкие нападения и взрывы на территории Бельгии, Франции, Италии и Швейцарии. О деятельности организации известно крайне мало. Атаковала также британские, израильские и изредка советские (чем отличалась от других вооруженных организаций армянской диаспоры) агентства. Проводила теракты также и на территории СССР. Поддерживала антисоветскую борьбу Объединённой национальной партии и его лидера Паруйра Айрикяна.
После бомбардировки турецкой туристической компании в Бельгии (февраль, 1983), об организации ничего не известно.

## Основные операции[1]
| Дата            | Регион             | Операция                                                 | Другие группировки причастные к убийству |
| --------------- | ------------------ | -------------------------------------------------------- | ---------------------------------------- |
| 14 мая 1977     | Париж, Франция     | Взрыв в турецком туристическом агентстве.                | Молодежная группа                        |
| 3 января 1978   | Лондон, Англия     | Взрыв в турецком банке.                                  |                                          |
| 3 января 1978   | Брюссель, Бельгия  | Взрыв в апартаментах советника турецкого посольства.     |                                          |
| 6 декабря 1978  | Женева, Швейцария  | Взрыв в турецком консульстве.                            |                                          |
| 17 декабря 1978 | Женева, Швейцария  | Взрыв в турецком консульстве.                            |                                          |
| 9 декабря 1979  | Рим, Италия        | Взрывы в офисах El А1 и British Airways, 9 пострадавших. |                                          |
| 1 февраля 1980  | Брюссель, Бельгия  | Взрывы в офисах и Turkish Airlines.                      |                                          |
| 1 февраля 1980  | Париж, Франция     | Взрыв в Советском Информационном офисе.                  |                                          |
| 24 апреля 1982  | Кёльн, Германия    | Попытка взрыва в турецком банке.                         |                                          |
| 24 апреля 1982  | Дортмунд, Германия | Взрыв в турецком банке.                                  |                                          |
| февраль 1983    | Бельгия            | Взрыв в здании турецкой туристической компании.          |                                          |